# Dobroteasa
Dobroteasa is een Roemeense gemeente in het district Olt.
Dobroteasa telt 2009 inwoners.